# Ace Tesone
Adolph „Ace“ Tesone (* 5. Juni 1930 in Philadelphia; † 9. Oktober 2020 in Nashville) war ein US-amerikanischer Jazzmusiker (Kontrabass).

## Leben und Wirken
Tesone, der aus South Philadelphia stammte,  besuchte die South Philadelphia High School und arbeitete ab den frühen 1950er-Jahren in New York im Quartett/Quintett von Charlie Ventura (In a Jazz Mood (Clef Records), u. a. mit Conte Candoli) und mit Richie Kamuca, mit dem er den Sänger Joe Valino bei Plattenaufnahmen begleitete („The Song Is You“). 1956 wirkte er in Philadelphia an einer Jamsession mit Clifford Brown und den Music City All Stars (u. a. mit Billy Root, Sam Dockery) mit. Im Laufe seiner Karriere spielte er außerdem mit Chubby Checker, Billie Holiday, Buddy Rich und Bobby Rydell.
In den Jahren 1959/60 gehörte Tesone dem Trio des Pianisten Jimmy Wisner an (Blues for Harvey, Felsted); mit Wisner begleitete er auch die Vokalistin Norma Mendoza (All About Norma, 1961) sowie Mel Tormé bei einem Auftritt in Pennsauken, Pennsylvania (Mel Torme at The Red Hill, Atlantic, 1962). Im Bereich des Jazz war er laut Tom Lord zwischen 1951 und 1968 an zehn Aufnahmesessions beteiligt. Im Hauptberuf war er als Maßschneider tätig. In späteren Jahren  gehörte er der Barbone Street Jazz Band an.
Er stab im Oktober 2020 in Nashville im Alter von 90 Jahren.